# Tussaud (cràter)
Tussaud és un cràter d'impacte en el planeta Venus de 16 km de diàmetre. Porta el nom de Marie Tussaud (1760-1850), escultora de cera suïssa, i el seu nom va ser aprovat per la Unió Astronòmica Internacional el 1994.